# Juan Guillermo Iribarren

## Biografía
Nacido en la Villa de Araure el 25 de marzo de 1797, siendo el segundo hijo del matrimonio formado por el comerciante Navarro y también administrador de la Real Hacienda, Juan Bautista Iribarren y Loyena Suárez, y por la señorita Margarita Chaquea y Pérez Hurtado; fueron sus hermanos José María, coronel independentista, Inés María y Begoña Josefa. 
En 1813, junto a su hermano mayor, José María, es llevado a Caracas para estudiar en el seminario tridentino Santa Rosa de Lima, actual Universidad Central de Venezuela, pero cuando acontecieron los sucesos del 19 de abril de 1810 decide abandonar el mundo académico para alistarse en las fuerzas libertadoras del primer ejército venezolano. En febrero de 1814, lo encontramos combatiendo en la Batalla de Ospino, cuando solo contaba 17 años de edad, cuestión esta que le abrió una larga hoja militar que lo conduce por los Llanos junto al general Rafael Urdaneta.        
Se incorporó a las fuerzas del general José Antonio Páez en 1816, participando de forma destacada en las batallas de los Cocos, el Yagual, Mucuritas, el Sitio de Achaguas, en Calabozo y en la Misión de Abajo, y debido a su arrojo en el fragor del combate recibió grandes elogios del Libertador Simón Bolívar. En 1818 alcanzó el grado de coronel y fue partícipe de la Campaña de los Llanos y también en la Batalla de Carabobo el 24 de junio de 1821.
En 1818, en Cunaviche, contrae nupcias con la joven Candelaria de Arana, heredera del Hato la Candelaria, futuro escenario de la novela de Rómulo Gallegos Doña Bárbara. Continúa la lucha emancipadora e interviene en la batalla de Banco Largo bajo las órdenes de Páez quien, por detener la avanzada de las columnas realistas en la toma de los márgenes del Río Apure, le otorga a manera de condecoración el Escudo de Oro con el lema "Arrojo Asombroso", único galardón que entregó Páez en toda la guerra de independencia. Ese mismo año recibirá la máxima distinción marcial dentro del territorio venezolano, la Orden de los Libertadores. 
Durante el establecimiento de la República de la Gran Colombia, es nombrado comandante general del Cuarto Distrito Militar del Departamento de Venezuela, precisamente en 1824, con sede administrativa en la Villa de Calabozo, ciudad adonde le llegó el 18 de marzo de 1827 su ascenso a general de brigada, firmado por Bolívar en su última visita a Venezuela, justamente un mes antes del deceso de este insigne jefe patriota, el 27 de abril de ese mismo año.